# Pieter Hendrik Schoute

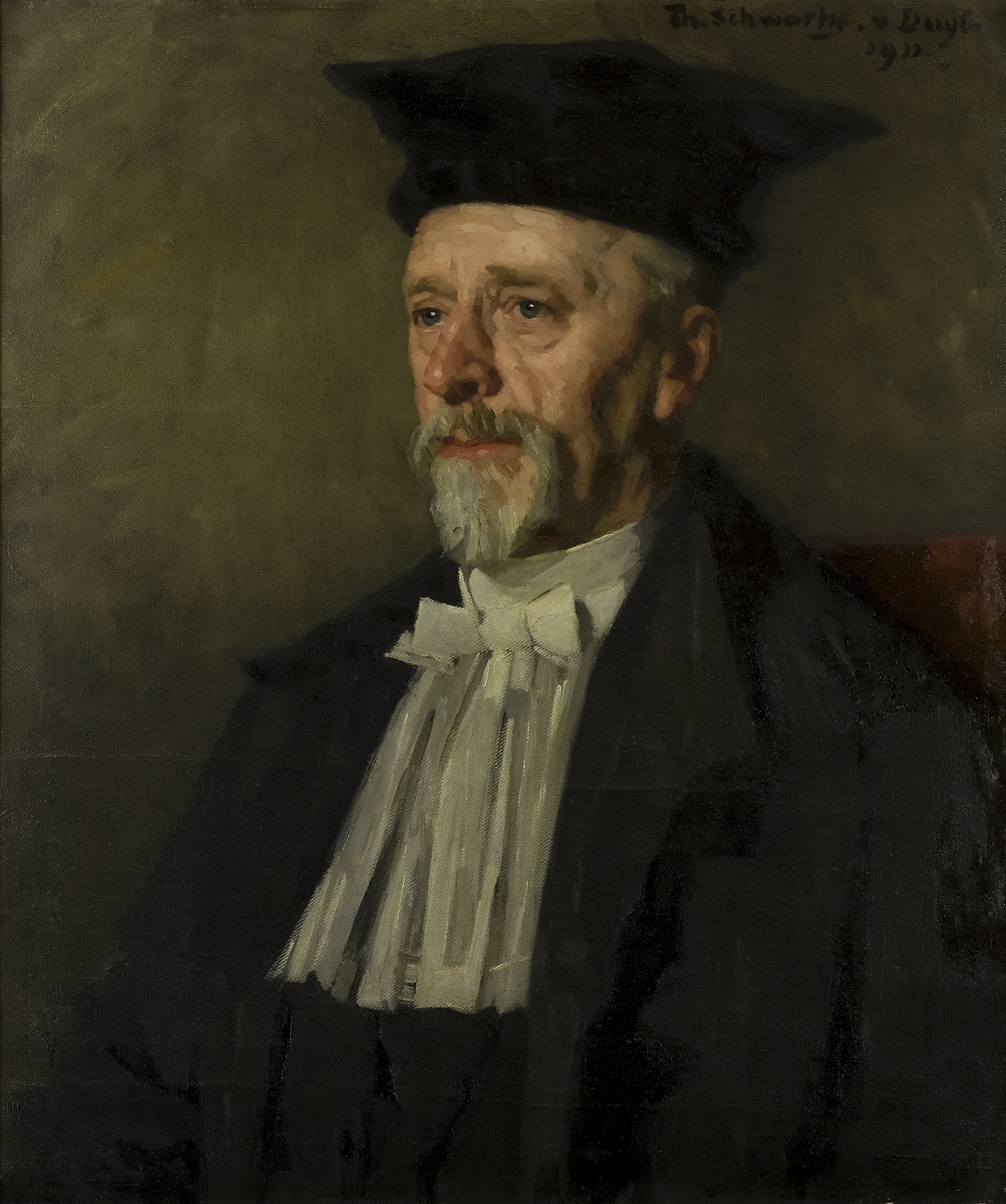
Pieter Hendrik Schoute

Pieter Hendrik Schoute (Wormerveer, 21 januari 1846 - Groningen, 18 april 1913) was een Nederlandse wiskundige die voornamelijk actief was in de meetkunde, met name op het gebied van de regelmatige polytopen en de Euclidische meetkunde.
Pieter Hendrik Schoute stamde uit een familie van industriëlen uit de buurt van Amsterdam. Hij studeerde aan de Polytechnische School (vanaf 1905 Technische Hogeschool) in Delft, waar hij in afstudeerde in de civiele techniek. Daarna promoveerde hij in 1870 aan de Universiteit Leiden in de wiskunde op een onderwerp uit de theorie van de kwadratische oppervlakken. Van 1871 tot en met 1881 gaf hij les aan middelbare scholen, eerst in Nijmegen (tot 1874), daarna in Den Haag. Van 1881 (hij was toen 35) tot aan zijn dood op 67-jarige leeftijd was hij hoogleraar analytische, beschrijvende- en hogere meetkunde in de wiskunde aan de Rijksuniversiteit Groningen. Van 1892 tot en met 1893 was hij daar rector magnificus. 
In 1881 startte Schoute met publicaties over de Euclidische meetkunde in meer dan drie dimensies. In totaal publiceerde hij 28 artikelen over dit onderwerp, sommige op het gebied van regelmatige polytopen in samenwerking met Alicia Boole Stott, de derde dochter van de Britse wiskundige George Boole. Regelmatige polytopen betreffen veralgemeningen van regelmatige veelvlakken in meer dan drie dimensies.
In 1908 was Willem van der Woude een van zijn promovendi.
Van 1898 tot zijn dood in 1913 werkte Schoute als redacteur bij wiskundig tijdschrift, Nieuw Archief Wiskunde. Ook was hij in 1893 medeoprichter van een ander wiskundig tijdschrift met de Franse naam Revue semestrielle des publications mathématiques.
In 1886 werd Schoute gekozen tot lid van de Koninklijke Nederlandse Akademie van Wetenschappen.